# Manuel de Lardizábal y Uribe
Manuel de Lardizábal y Urive/Uribe (San Juan del Molino, Estat de Tlaxcala, 22 de desembre de 1739 - Madrid, 25 de desembre de 1820) fou un jurista nouhispànic, acadèmic de la Llengua espanyola.

Va estudiar filosofia, lletres i jurisprudència en el Col·legi de San Ildefonso de Puebla de los Ángeles, i posteriorment va acabar estudis de lleis en la Universitat de Valladolid. En 1775 va ingressar en la Reial Acadèmia de la Llengua Espanyola. Sembla haver estat l'hereu de la butaca C que ocupava el seu sogre Francisco Antonio de Angulo des de l'any 1743, amb 36 anys, sent ja en 1783, amb 44, Secretari de l'Acadèmia.
Les seves principals aportacions van tenir lloc en el camp del dret penal, en haver estat nomenat per Carles III en 1770 membre d'una comissió per afrontar la reforma de les lleis penals. Les seves aportacions teòriques van ser valuoses però escasses en la pràctica a causa del context polític: va ser bandejat en 1794 per Manuel Godoy a les terres dels seus avantpassats guipuscoans, (Segura, Guipúscoa), ensenyant amb el seu germà Miguel en la renovadora i influent Societat Econòmica d'Amics del País de Bergara, i al mateix temps menyspreat pels liberals espanyols, a partir dels 70, per la seva filiació absolutista. De manera que, malgrat les seves profundes recerques en matèria de dret penal, no col·laboraria en l'elaboració del que després seria el codi penal de 1822, durant l'anomenat Trienni Liberal.
Lardizábal sembla definir-se com il·lustrat cristià, i va estar molt influenciat pel reformista Cessare Beccaria, les idees del qual va rebre sota el prisma de l'absolutisme imperant en l'època. Coincidia amb el pensador italià en considerar el contracte social com a origen del ius puniendi de l'estat, però Lardizábal insistia en l'origen diví del poder i, basant-se en aquesta idea, negava la divisió de poders per ser incompatible amb l'existència del Consell de Castella, el mateix que el seu germà Miguel de Lardizábal y Uribe del Consell de Regència per la Junta de Cadis en declarar-se per canvi que la sobirania real emanava del poble, tal com s'ha acceptat posteriorment a Espanya.
De Beccaria admetia la primacia del principi de legalitat i, per tant, el rebuig de l'arbitri judicial, així com la proporcionalitat de les penes (que havien de ser ràpides i segures) i la necessitat d'abolir la tortura. No obstant això, i en contra de les tendències més avançades de l'època, no rebutjava la pena cabdal, no admetia la igualtat enfront de la llei penal ni creia que la prevenció fos la justificació de la pena, ja que Lardizábal basava el càstig en una fi principal (la correcció del delinqüent) i en unes finalitats subordinades (l'escarment, la seguretat i la reparació).